# Internationale Niedersachsen-Rundfahrt der Junioren 2013
Die Internationale Niedersachsen-Rundfahrt der Junioren 2013 fand vom 26. bis 28. Juli 2013 bei einer Länge von 283,60 km in Wallenhorst statt.

## Verlauf
Die erste Etappe hatte eine Länge von 66,30 km, wobei der Sieger eine Geschwindigkeit von 42,48 km/h an den Tag legte. Der Deutsche Christian Koch gewann die Etappe in 1:33:39 Stunde zeitgleich vor dem Belgier Brent Luyckx und dem Niederländer Niels Goeree. Die restliche Top 10 wurde ausgefüllt von dem Franzosen Raphael Dubuc, dem Dänen Mads Rahbek, dem Deutschen Joshua Stritzinger, dem Niederländer Marco Doets, dem Russen Nicolay Cherkasov, dem Norweger Henrik Sandal und dem Belgier Lindsay De Vylder. Die zweite Etappe war ein Zeitfahren mit einer Länge von 8,80 km, wobei der Sieger eine Geschwindigkeit von 46,59 km/h an den Tag legte. Die Top 3 bestanden aus dem Niederländer Stef Krul, dem Deutschen Oliver Mattheis und Brent Luyckx. Brent Luyckx erreichte zum zweiten Mal in Folge die Top 3 und Mads Rahbek und Joshua Stritzinger erlangten zum zweiten Mal in Folge die Top 10. Die dritte Etappe wurde von dem Südafrikaner Ryan Felgate vor dem  Dänen Michael Carbel und Russen Danil Nemykin gewonnen. Christian Koch und Niels Goeree erreichten ihr zweites Top 10 Resultat insgesamt und der Russe Stepan Kurianov, Oliver Mattheis und der Deutsche Leon Rohde kamen zum zweiten Mal in Folge in die Top 10. Die vierte Etappe gewann der Deutsche Manuel Porzner vor dem Niederländischen Duo Patrick Van Der Duin und Marco Doets. Manuel Porzner und Marco Doets erreichten zum zweiten Mal insgesamt und Ryan Felgate, der Belgier Enzo Wouters und der Deutsche Marco König zum zweiten Mal in Folge die Top 10. Oliver Mattheis und Leon Rohde gelang bei der letzten Etappe bereits zum dritten Mal sich bei dieser Rundfahrt unter den besten 10 einzureihen.
Nach der ersten Etappe war die Top 10 der Gesamt- war gleich mit der der Tageswertung, bis auf Raphael Dubuc und Mads Rahbek, die Positionen tauschten. Nach der zweiten Etappe Brent Luyckx, Mads Rahbek, Joshua Stritzinger und Nicolay Cherkasov verbesserten sich auf Platz 1 bis 4, Stef Krul, Oliver Mattheis, Leon Rohde und der Niederländer Adriaan Janssen kamen neu in die Top 10 und Christian Koch und Raphael Dubuc fielen um jeweils 5 Plätze in der Gesamtwertung. Die vorherigen Top-10-Fahrer Niels Goeree, Lindsay De Vylder, Marco Doets und Henrik Sandal waren nach der Etappe auf Platz elf, 19, 43 und 58 gelistet. Bei der dritten Etappe verlor Brent Luyckx 2:31 Minuten und fiel von Platz 1 auf 90. Nicolay Cherkasov und Stef Krul hielten jeweils Platz 4 und 5. Christian Koch gewann 3 Plätze von Rang 6 auf 3 und Mads Rahbek, Joshua Stritzinger, Oliver Mattheis, Leon Rohde, Adriaan Janssen, Raphael Dubuc und Niels Goeree verbesserten ihre Position um jeweils eine Position. Nach der vierten Etappe verblieben Mads Rahbek, Joshua Stritzinger und Nicolay Cherkasov auf Position eins, zwei und vier. Stef Krul und Christian Koch tauschten Position 3 und 5 miteinander. Manuel Porzner verdrängte durch seinen Etappensieg Niels Goeree aus den Top 10 und beendete die Rundfahrt auf Rang 6. Oliver Mattheis, Leon Rohde, Adriaan Janssen und Raphael Dubuc verloren jeweils eine Position zum Abschluss der Rundfahrt.
Christian Koch führte von Etappe 1 bis 4 die Punktewertung an. Christian Koch war nach der 1. und 3. Etappe und Nicolay Cherkasov nach der 2. und 4. Etappe der Führende der Nachwuchswertung. Lindsay De Vylder führte von Etappe 1 bis 4 die Bergwertung an.

## Etappen
| Etappe    | Tag      | Etappensieger  | Führender      |
| --------- | -------- | -------------- | -------------- |
| 1. Etappe | 26. Juli | Christian Koch | Christian Koch |
| 2. Etappe | 27. Juli | Stef Krul      | Brent Luyckx   |
| 3. Etappe | 27. Juli | Ryan Felgate   | Mads Rahbek    |
| 4. Etappe | 28. Juli | Manuel Porzner | Mads Rahbek    |

### 1. Etappe
| Tageswertung | Tageswertung       | Tageswertung | Gesamtwertung | Gesamtwertung      | Gesamtwertung |
| Platz        | Athlet             | Zeit         | Platz         | Athlet             | Zeit          |
| ------------ | ------------------ | ------------ | ------------- | ------------------ | ------------- |
| 1            | Christian Koch     | 1:33:39 h    | 1             | Christian Koch     | 1:33:26 h     |
| 2            | Brent Luyckx       | gl. Zeit     | 2             | Brent Luyckx       | + 0:06 min    |
| 3            | Niels Goeree       | gl. Zeit     | 3             | Niels Goeree       | + 0:09 min    |
| 4            | Raphael Dubuc      | gl. Zeit     | 4             | Mads Rahbek        | + 0:11 min    |
| 5            | Mads Rahbek        | gl. Zeit     | 5             | Raphael Dubuc      | + 0:13 min    |
| 6            | Joshua Stritzinger | gl. Zeit     | 6             | Joshua Stritzinger | gl. Zeit      |
| 7            | Marco Doets        | + 0:22 min   | 7             | Marco Doets        | + 0:35 min    |
| 8            | Nicolay Cherkasov  | gl. Zeit     | 8             | Nicolay Cherkasov  | gl. Zeit      |
| 9            | Henrik Sandal      | gl. Zeit     | 9             | Henrik Sandal      | gl. Zeit      |
| 10           | Lindsay De Vylder  | gl. Zeit     | 10            | Lindsay De Vylder  | gl. Zeit      |

### 2. Etappe
| Tageswertung | Tageswertung       | Tageswertung | Gesamtwertung | Gesamtwertung      | Gesamtwertung |
| Platz        | Athlet             | Zeit         | Platz         | Athlet             | Zeit          |
| ------------ | ------------------ | ------------ | ------------- | ------------------ | ------------- |
| 1            | Stef Krul          | 11:20 min    | 1             | Brent Luyckx       | 1:44:56 h     |
| 2            | Oliver Mattheis    | + 0:03 min   | 2             | Mads Rahbek        | + 0:08 min    |
| 3            | Brent Luyckx       | + 0:04 min   | 3             | Joshua Stritzinger | + 0:11 min    |
| 4            | Leon Rohde         | + 0:05 min   | 4             | Nicolay Cherkasov  | + 0:38 min    |
| 5            | Adriaan Janssen    | + 0:06 min   | 5             | Stef Krul          | + 0:39 min    |
| 6            | Mads Rahbek        | + 0:07 min   | 6             | Christian Koch     | + 0:41 min    |
| 7            | Joshua Stritzinger | + 0:08 min   | 7             | Oliver Mattheis    | + 0:42 min    |
| 8            | Manuel Porzner     | + 0:09 min   | 8             | Leon Rohde         | + 0:44 min    |
| 9            | Scott Davies       | + 0:11 min   | 9             | Adriaan Janssen    | + 0:45 min    |
| 10           | Stepan Kurianov    | + 0:12 min   | 10            | Raphael Dubuc      | gl. Zeit      |

### 3. Etappe
| Tageswertung | Tageswertung    | Tageswertung | Gesamtwertung | Gesamtwertung      | Gesamtwertung |
| Platz        | Athlet          | Zeit         | Platz         | Athlet             | Zeit          |
| ------------ | --------------- | ------------ | ------------- | ------------------ | ------------- |
| 1            | Ryan Felgate    | 2:12:30 h    | 1             | Mads Rahbek        | 3:57:33 h     |
| 2            | Michael Carbel  | gl. Zeit     | 2             | Joshua Stritzinger | + 0:04 min    |
| 3            | Danil Nemykin   | gl. Zeit     | 3             | Christian Koch     | + 0:31 min    |
| 4            | Christian Koch  | gl. Zeit     | 4             | Nicolay Cherkasov  | gl. Zeit      |
| 5            | Enzo Wouters    | gl. Zeit     | 5             | Stef Krul          | + 0:32 min    |
| 6            | Marco König     | gl. Zeit     | 6             | Oliver Mattheis    | + 0:35 min    |
| 7            | Stepan Kurianov | gl. Zeit     | 7             | Leon Rohde         | + 0:37 min    |
| 8            | Oliver Mattheis | gl. Zeit     | 8             | Adriaan Janssen    | + 0:38 min    |
| 9            | Leon Rohde      | gl. Zeit     | 9             | Raphael Dubuc      | gl. Zeit      |
| 10           | Niels Goeree    | gl. Zeit     | 10            | Niels Goeree       | + 0:41 min    |

### 4. Etappe
| Tageswertung | Tageswertung         | Tageswertung | Gesamtwertung | Gesamtwertung      | Gesamtwertung |
| Platz        | Athlet               | Zeit         | Platz         | Athlet             | Zeit          |
| ------------ | -------------------- | ------------ | ------------- | ------------------ | ------------- |
| 1            | Manuel Porzner       | 2:47:49 h    | 1             | Mads Rahbek        | 6:45:22 h     |
| 2            | Patrick van der Duin | gl. Zeit     | 2             | Joshua Stritzinger | + 0:04 min    |
| 3            | Marco Doets          | gl. Zeit     | 3             | Stef Krul          | + 0:27 min    |
| 4            | Ryan Felgate         | gl. Zeit     | 4             | Nicolay Cherkasov  | + 0:30 min    |
| 5            | Oliver Mattheis      | gl. Zeit     | 5             | Christian Koch     | + 0:31 min    |
| 6            | Leon Rohde           | gl. Zeit     | 6             | Manuel Porzner     | gl. Zeit      |
| 7            | Enzo Wouters         | gl. Zeit     | 7             | Oliver Mattheis    | + 0:33 min    |
| 8            | Lazslo Feys          | gl. Zeit     | 8             | Leon Rohde         | + 0:37 min    |
| 9            | Mathieu Morichon     | gl. Zeit     | 9             | Adriaan Janssen    | + 0:38 min    |
| 10           | Marco König          | gl. Zeit     | 10            | Raphael Dubuc      | gl. Zeit      |